# Renate Tobies
Renate Tobies (Horburg, 25 de janeiro de 1947) é uma historiadora da matemática alemã.

## Vida e obra
Tobies obteve o Abitur em Merseburg e estudou matemática e química na Universidade de Leipzig. Obteve o doutorado com tese sobre a história do ensino da química e habilitou-se trabalhando sobre a história da matemática e ciências naturais (Felix Klein) em Leipzig com Hans Wußing.
Trabalhou até 31 de março de 1993 no Instituto Karl Sudhoff em Leipzig e a partir de 1 de abril de 1993 foi professor visitante Sofia-Kowalewskaja na Universidade Técnica de Kaiserslautern. Foi depois professora visitante na Universidade Técnica de Braunschweig, Universidade de Göttingen, Universidade de Stuttgart e Universidade de Linz. Atualmente está na Universidade de Jena.

## Obras
- Felix Klein. Unter Mitw. von Fritz König. (= Biographien hervorragender Naturwissenschaftler, Techniker und Mediziner; 5). Leipzig: Teubner, 1981.
- Herausgeberin: Aller Männerkultur zum Trotz: Frauen in Mathematik, Naturwissenschaften und Technik. Campus Verlag: Frankfurt a.M., New York, 1997, 2008, ISBN 3-593-38614-3
- com Andrea Abele, Helmut Neunzert: Traumjob Mathematik. Berufswege in der Mathematik. Frauen und Männer - gestern und heute, Basel: Birkhäuser Verlag, 2004, ISBN 3-7643-6749-0
- Biographisches Lexikon in Mathematik promovierter Personen WS 1907/08 bis WS 1944/45, Rauner Verlag 2006